# آیفون ایکس‌اس
آیفون اِکس‌اِس و آیفون اِکس‌اِس مَکس (که بر پایه عددنویسی رومی، نماد "X" نشانگر عدد "۱۰" است و از همین روی آن را آیفون ۱۰اس و ۱۰اس مکس هم می‌خوانند)، تلفن‌های هوشمند ساخت شرکت اپل هستند که پرچم‌دار سری تلفن‌های هوشمند آیفون پس از آیفون اکس است. این دو محصول به تاریخ ۱۲ سپتامبر ۲۰۱۸ در کنار مدل کم‌قیمت‌تر یعنی آیفون اکس‌آر در سالن استیو جابز اپل پارک واقع در کوپرتینو کالیفورنیا توسط تیم کوک، مدیر عامل شرکت به بازار معرفی و در تاریخ ۱۴ سپتامبر ۲۰۱۸ پیش‌فروش و در ۲۱ سپتامبر همان سال نیز وارد بازار شدند.
مدل اکس‌اس مکس نخستین مدل بدون لبه در سایز بزرگ آیفون است زیرا که آیفون ۱۰ که در سال ۲۰۱۷ معرفی شد نیز بدون لبه بود اما نه در سایز بزرگ یا پلاس. آیفون ۱۰ به محض ورود آیفون ۱۰اس از رده تولید خارج شد و آن را اولین آیفونی در طول تاریخ این محصول کرد که تنها ۱۰ ماه در بازار فروخته شده‌است. قیمت پایه آیفون اکس‌اس و اکس‌اس مکس به ترتیب ۹۹۹ و ۱۰۹۹ دلار آمریکا است.